# Peristeria
Peristeria – rodzaj roślin z rodziny storczykowatych (Orchidaceae). Obejmuje 13 gatunków występujących w Ameryce Środkowej i Południowej w takich krajach jak i regionach jak: Boliwia, Brazylia, Kolumbia, Kostaryka, Ekwador, Gujana Francuska, Gwatemala, Gujana, Peru, Panama, Surinam, Trynidad i Tobago, Wenezuela.

## Systematyka
Rodzaj sklasyfikowany do podplemienia Coeliopsidinae w plemieniu Cymbidieae, podrodzina epidendronowe (Epidendroideae), rodzina storczykowate (Orchidaceae), rząd szparagowce (Asparagales) w obrębie roślin jednoliściennych.
Wykaz gatunków
- Peristeria aspersa Rolfe
- Peristeria cerina Lindl.
- Peristeria cochlearis Garay
- Peristeria elata Hook.
- Peristeria ephippium Rchb.f.
- Peristeria esperanzae P.Ortiz
- Peristeria guttata Knowles & Westc.
- Peristeria leucoxantha Garay
- Peristeria lindenii Rolfe
- Peristeria oscarii-rodrigoi Archila, Szlach. & Kolan.
- Peristeria pendula Hook.
- Peristeria selligera Rchb.f.
- Peristeria serroniana (Barb.Rodr.) Garay